# Manex Ariceta
Ariceta  Maestro est un nom espagnol. Le premier nom de famille, en général paternel, est Ariceta ; le second, en général maternel, souvent omis, est Maestro.
Pas d'image ? Cliquez ici

a Compétitions nationales et continentales officielles uniquement.

b Matchs officiels uniquement.
Dernière mise à jour le 5 juin 2025.
Manex Ariceta, né le 20 mars 2004 à Hernani (Espagne), est un joueur international espagnol de rugby à XV évoluant aux postes de deuxième ligne et de troisième ligne centre avec l'Aviron bayonnais.

## Biographie
Originaire de Hernani, dans la province du Guipuscoa au Pays basque espagnol, Manex Ariceta commence la pratique du rugby à XV dès l'âge de quatre ans au sein du Hernani Club Rugby Elkartea (es), influencé par son frère aîné Beñat. Issu d'une famille sportive – sa mère Maite Maestro est une ancienne joueuse de basket-ball – il se passionne très jeune pour le rugby à XV. Manex Ariceta poursuit sa formation rugbystique en 2016 au sein club français du Stade hendayais, avant de retourner dès l'année suivante dans son club formateur du Hernani CRE, où il évolue jusqu'en 2020, date à laquelle il effectue un bref passage de nouveau à Hendaye. 
En 2021, il intègre le centre de formation de l'Aviron bayonnais. Il progresse rapidement au sein de l'équipe espoir tout en participant régulièrement aux entraînements du groupe professionnel. Cette année-là, il dispute le Championnat d'Europe des moins de 18 ans, remportant la médaille de bronze avec l'Espagne à Kaliningrad.
L'année suivante, Manex Ariceta est sélectionné avec l'équipe d'Espagne des moins de 18 ans pour disputer l'édition 2022 du Championnat d'Europe des moins de 18 ans organisée en Géorgie. Capitaine de la sélection, Ariceta est l'un des quatre joueurs à avoir déjà participé à l'édition précédente de 2021, et remporte de nouveau la médaille de bronze.
En 2023, il prend part au Trophée mondial des moins de 20 ans avec la sélection espagnole. L'Espagne remporte la compétition en s'imposant en finale face à l'Uruguay à Nairobi, un succès historique synonyme de promotion en Championnat du monde junior.
Le 21 janvier 2024, il fait ses débuts officiels avec l'équipe professionnelle de l'Aviron bayonnais en Champions Cup, face aux Exeter Chiefs, au stade Jean-Dauger. En mars suivante, il prolonge son contrat avec son club pour deux années supplémentaires. Le 5 avril, Manex Ariceta dispute son premier match en tant que titulaire au poste de troisième ligne centre avec l'Aviron bayonnais lors des huitièmes de finale de la Challenge Cup contre Édimbourg Rugby.
En juin 2024, Manex Ariceta dispute le Championnat du monde junior avec la sélection espagnole des moins de 20 ans. Lors du tournoi, disputé en Afrique du Sud, il est capitaine de l'équipe, et participe activement au maintien des Leones parmi l'élite mondiale lors de cette première participation. 
En février 2025, Manex Ariceta connaît sa première titularisation avec l'équipe d'Espagne lors d'un match décisif de qualification pour la Coupe du monde 2027, contre la Suisse, dans le cadre du Championnat d'Europe. Il inscrit un essai au stade municipal d'Yverdon-les-Bains, contribuant ainsi à la victoire espagnole (13-43), synonyme de qualification pour la deuxième Coupe du monde de son histoire, après celle de 1999. Ce succès vient compléter une phase de qualifications entamée par une victoire face aux Pays-Bas (53-24), et met fin à une longue absence de l'Espagne sur la scène mondiale.

## Vie privée
Manex Ariceta est un supporter du club de football de la Real Sociedad, dont il est socio depuis l'enfance. 